# Claytonia gypsophiloides
Claytonia gypsophiloides är en källörtsväxtart som beskrevs av Fischer och C. A. Meyer. Claytonia gypsophiloides ingår i släktet vårskönor, och familjen källörtsväxter. Inga underarter finns listade i Catalogue of Life.